# Benno Beneš
Benno Beneš (19. dubna 1938 Osek – 1. prosince 2020 Praha-Řepy) byl český římskokatolický kněz, v letech 1993 až 1999 provinciál české salesiánské provincie.

## Životopis
Ve svém rodišti chodil do základní školy. V Oseku na něj zapůsobili salesiáni, kteří po válce přišli do zdejšího kláštera, kde působili od roku 1946 až do likvidace kláštera v roce 1950. Se salesiány udržoval kontakt i během docházky na chemickou průmyslovou školu v Mostě. 
Po vojenské základní službě pracoval v uhelné laboratoři v Oseku. V roce 1965 odešel na nové pracoviště do Výzkumného ústavu paliv v Praze. V roce 1967 se stal salesiánem. Věnoval se práci s mládeží, jezdil se studenty na letní pobyty, mimo jiné do Bulharska a Rumunska. V roce 1972 byl v Poznani tajně vysvěcen na kněze. Od roku 1973 byl zástupcem provinciála salesiánů.
V roce 1993 byl jmenován na šest let provinciálem české provincie. Staral se o misie v Bulharsku, působil na salesiánské škole Jabok v Praze. Provinciálem byl do roku 1999, poté od roku 2003 působil v salesiánské komunitě v Teplicích.
V roce 2015 obdržel v Mostě Zlatou holubici míru, ocenění za zásluhy o porozumění mezi národy. Oceněn byl jeho příspěvek k dialogu a smíření mezi Čechy a Němci a úsilí o odbourávání nežádoucích historických bariér v regionu.
Zemřel 1. prosince 2020 u sester boromejek v Domově sv. Karla Boromejského v Praze-Řepích.